# Ania Monahof
Ania Johanna Monahof Frankel (ur. 12 czerwca 1929 w Leningradzie) – szwedzka pisarka.
Pochodzi z rodziny o fińsko-szwedzkich i żydowskich korzeniach, podczas II wojny światowej razem z bliskimi przedostała się do Estonii, a następnie do Finlandii. W 1945 powołując się na szwedzkie pochodzenie rodzinie Monahof udało się osiedlić w Szwecji w Smalandii. Ania mając 16 lat zaczęła pracować w fabryce włókienniczej, a następnie była modystką. Po wyjściu za mąż wielokrotnie się przeprowadzała, mieszkała w Vetlanda, Eksjö i Jönköping, ostatecznie osiadła w Gamleby. Uzupełniła wykształcenie i została zawodowym przewodnikiem, dzięki czemu podróżowała po Europie. Początkowo swoje wspomnienia gromadziła w formie notatek, aż dojrzała do napisania wspomnień. W napisaniu pierwszej książki pomógł jej mąż Allan Frankel, nosi tytuł „Granit” (Genom graniten) i została wyróżniona nagrodą Nios i stypendium Myrdal. Granit stał się pierwszą częścią trylogii, w której Ania Monahof opisała przeżycia wojenne widziane oczami dziecka, w 1989 otrzymała nagrodę Instytutu Emigracji. Obecnie mieszka w Västervik, Loftahammar, biegle mówi po rosyjsku, szwedzku, fińsku i po polsku. Poza prozą pisze również wiersze opowiadające o jej życiu.

## Twórczość
- Genom graniten, 1987
- Tillflykten, 1988
- Mot stjärnan, 1989
- Svarta torpet, 1992
- Simos dotter Katrina, 1995
- Sjung mitt hjärta, 2001